# Karol Taylor (mikrobiolog)
Karol Tomasz Taylor (ur. 9 lutego 1928 w Poznaniu, zm. 30 sierpnia 1997 w Gdańsku) – polski biochemik.

## Życiorys
Urodził się w rodzinie Edwarda, ekonomisty, profesora Uniwersytetu Poznańskiego, i Wandy Marii z Wybranowskich (1885–1964). Brat Leona (1913–2000), adwokata, sędziego Trybunału Stanu, Stanisława Karola (1918–1939), poległego w kampanii wrześniowej, i Jana Hektora (1925–2012), inżyniera elektryka. Stryj Jacka Taylora. W 1946 ukończył szkołę średnią i rozpoczął studia na Wydziale Chemicznym Politechniki Gdańskiej. Od 1950 studiował technologię leków, równocześnie został asystentem prof. Leona Kamieńskiego w Katedrze Chemii Organicznej. Specjalizował się biochemii drobnoustrojów, od 1953 był adiunktem w Pracowni Wirusologii Instytutu Medycyny Morskiej i Tropikalnej w Gdyni. Następnie objął stanowisko kierownika Pracowni Biochemii, w 1958 uzyskał stopień doktora w Instytucie Immunologii i Terapii Doświadczalnej Polskiej Akademii Nauk im. Ludwika Hirszfelda we Wrocławiu, a w 1966 doktora habilitowanego na Wydziale Nauk o Ziemi Uniwersytetu Łódzkiego. Następnie wyjechał do Stanów Zjednoczonych, gdzie przez rok prowadził badania nad genetyką molekularną w kierowanym przez prof. Wacława Szybalskiego w Laboratorium Rakowym McArdle Uniwersytetu Wisconsin w Madison. W 1969 przeniósł się do Państwowej Wyższej Szkoły Pedagogicznej w Gdańsku, gdzie zorganizował zakład biochemii. W tym samym czasie został członkiem Komitetu do spraw organizacyjnych Uniwersytetu Gdańskiego. Rok później otrzymał stanowisko dyrektora Instytutu Biologii Uniwersytetu Gdańskiego i piastował to stanowisko przez pięć lat. W 1978 uzyskał tytuł profesora tytularnego Uniwersytetu Gdańskiego, był założycielem i organizatorem Wydziału Biologii. 31 maja 1984 został wybrany na rektora tej uczelni i miał pełnić tę funkcję w czasie kadencji trwającej od 1984 do 1987, ale ze względów politycznych został odwołany przez władze państwowe 27 listopada 1985. Przyczyną był udział Karola Taylora w pogrzebie studenta uczelni Marcina Antonowicza, który był ofiarą sił bezpieczeństwa, a na którym podczas przemowy domagał się ukarania sprawców. Od 1991 był profesorem genetyki molekularnej w Centrum Biologii Morza Polskiej Akademii Nauk.
Mąż Aliny z domu Syrtowtt (1927–2021). Ojciec Krystyny zamężnej Basińskiej, doktora nauk medycznych.
Zmarł w Gdańsku, pochowany na cmentarzu katolickim w Sopocie (kwatera C5-7-9).

## Działalność naukowa
Karol Taylor był twórcą gdańskiej szkoły biologii molekularnej, zajmował się genetyką molekularną bakteriofagów. Od 1986 został członkiem PAN posiadającym liczne publikacje z zakresu genetyki molekularnej bakteriofagów. Jako pierwszy na świecie opracował metodę uzyskiwania cieni bakteriofaga lambda (fag pozbawiony DNA) w postaci aktywnej, która zachowała zdolność do absorpcji na wrażliwych komórkach bakteryjnych.

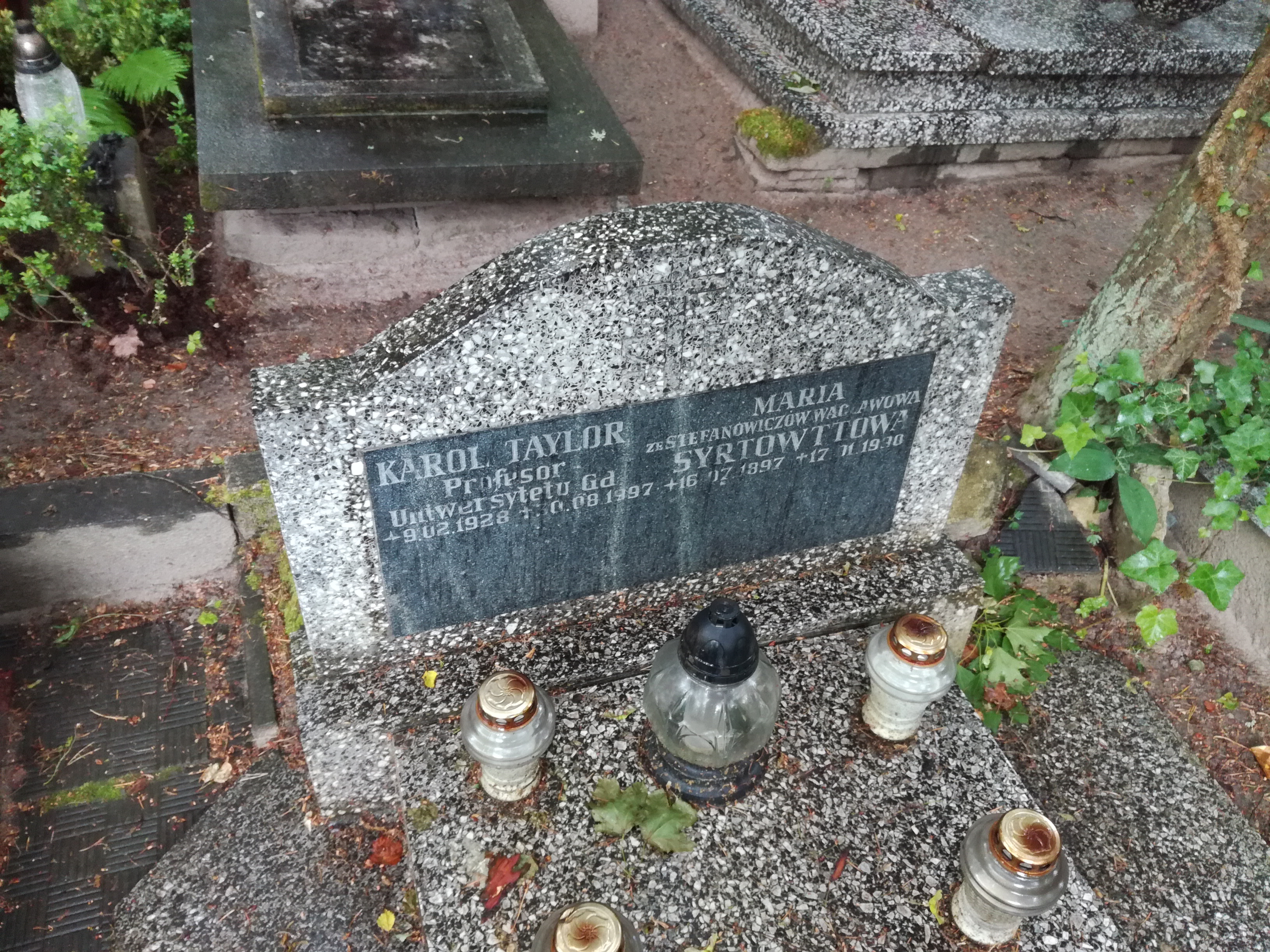
Grób prof. Karola Taylora na cmentarzu katolickim w Sopocie

## Ordery i wyróżnienia
- Krzyż Kawalerski Orderu Odrodzenia Polski
- Złoty Krzyż Zasługi
- Odznaka „Za Zasługi dla Gdańska”

Źródło:.

## Nagrody
- Nagroda Naukowa Miasta Gdańska im. Jana Heweliusza (1995)[3]

## Upamiętnienie
- Jedna z sal wykładowych Wydziału Biologii otrzymała imię prof. Karola Taylora, tam też 27 października 2009 odsłonięto tablicę pamiątkową poświęconą twórcom MBW, w tym prof. Karolowi Taylorowi.
- Nazwisko prof. Karola Taylora umieszczono na głazie przed budynkiem Wydziału Biologii na kampusie oliwskim UG, poświęconym „Pamięci profesorów, twórców gdańskiej biologii w latach 1967–1970”.
- W 2018 ustanowiono Nagrodę Naukową Rektora Uniwersytetu Gdańskiego im. Profesora Karola Taylora, przyznawaną za wyróżniające się osiągnięcia naukowe oraz badawczo-rozwojowe (indywidualne i zespołowe) w dziedzinie nauk ścisłych i przyrodniczych, nauk humanistycznych oraz nauk społecznych.

Źródło:.